# Municipio de Concord (condado de Randolph)
El municipio de Concord (en inglés: Concord Township) es un municipio ubicado en el  condado de Randolph en el estado estadounidense de Carolina del Norte. En el año 2010 tenía una población de 2.613 habitantes.

## Geografía
El municipio de Concord se encuentra ubicado en las coordenadas 35°40′13.49″N 80°0′11.15″O / 35.6704139, -80.0030972.